# Bollnäs socken
Bollnäs socken i Hälsingland uppgick i Bollnäs stad 1959, ingår sedan 1971 i Bollnäs kommun och motsvarar från 2016 Bollnäs distrikt.
Socknens areal är 879,81 kvadratkilometer, varav 817,76 land (stadens yta inkluderad). År 2000 fanns här 17 417 invånare. Tätorten Lottefors, småorterna Freluga och Hällbo samt tätorten och kyrkbyn Bollnäs med sockenkyrkan Bollnäs kyrka ligger i socknen.

## Administrativ historik
Det äldsta dokument där Bollnäs nämns är i prosten Ingemunds testamente daterat 1312, då platsen och socknen benämns Baldanaes, "det stora näset", dagens Långnäs som spetsigt sträcker sig ut i sjön Varpen. Men det fanns boende i Bollnäs långt tidigare. 
Vid kommunreformen 1862 övergick socknens ansvar för de kyrkliga frågorna till Bollnäs församling och för de borgerliga frågorna bildades Bollnäs landskommun. Ur landskommunen utbröts 1906 Bollnäs köping och 1923 Björkhamre köping. Dessa två bildade sedan 1942 Bollnäs stad dit även landskommunen tillfördes 1959. Hela området ingår sedan 1971 i Bollnäs kommun.
1 januari 2016 inrättades distriktet Bollnäs, med samma omfattning som församlingen hade 1999/2000.
Socknen har tillhört fögderier, tingslag och domsagor enligt vad som beskrivs i artikeln Hälsingland. De indelta soldaterna tillhörde Hälsinge regemente, Livkompaniet.

## Geografi
Bollnäs socken är området kring Bollnäs och före 1942 även stadsområdet och den ligger kring sammanflödet av Ljusnan och Voxnan och dess sjöar Voxsjön och Varpen. Socknen har i norr odlingsbygder vid sjöar och ådalar och är i söder en höglänt sjörik skogsbygd.

## Fornlämningar
Från stenåldern finns talrika lösfynd och från järnåldern finns cirka 50 gravhögar och resta stenar.

## Namnet
Namnet (1312 Baldanäs) har kommit från ett näs vid kyrkan, nu kallat Långnäs. Förleden har antagits innehålla 'balder', 'stor ansenlig'.

## Befolkningsutveckling
| Befolkningsutvecklingen i Bollnäs socken 1750–1990                                                                                         | Befolkningsutvecklingen i Bollnäs socken 1750–1990 | Befolkningsutvecklingen i Bollnäs socken 1750–1990 | Befolkningsutvecklingen i Bollnäs socken 1750–1990 | Befolkningsutvecklingen i Bollnäs socken 1750–1990 |
| --- | -------------------------------------------------- | -------------------------------------------------- | -------------------------------------------------- | -------------------------------------------------- |
| |                                                    |                                                    |                                                    |                                                    |
| År |                                                    |                                                    | Folkmängd                                          |                                                    |
| 1750 | 1750                                               |                                                    | 2 724                                              |                                                    |
| 1760 | 1760                                               |                                                    | 2 987                                              |                                                    |
| 1769 | 1769                                               |                                                    | 3 141                                              |                                                    |
| 1780 | 1780                                               |                                                    | 3 367                                              |                                                    |
| 1790 | 1790                                               |                                                    | 3 840                                              |                                                    |
| 1800 | 1800                                               |                                                    | 4 284                                              |                                                    |
| 1810 | 1810                                               |                                                    | 4 243                                              |                                                    |
| 1820 | 1820                                               |                                                    | 4 703                                              |                                                    |
| 1830 | 1830                                               |                                                    | 5 229                                              |                                                    |
| 1840 | 1840                                               |                                                    | 5 405                                              |                                                    |
| 1850 | 1850                                               |                                                    | 6 036                                              |                                                    |
| 1860 | 1860                                               |                                                    | 6 932                                              |                                                    |
| 1870 | 1870                                               |                                                    | 7 247                                              |                                                    |
| 1880 | 1880                                               |                                                    | 8 692                                              |                                                    |
| 1890 | 1890                                               |                                                    | 10 672                                             |                                                    |
| 1900 | 1900                                               |                                                    | 12 199                                             |                                                    |
| 1910 | 1910                                               |                                                    | 13 832                                             |                                                    |
| 1920 | 1920                                               |                                                    | 15 213                                             |                                                    |
| 1930 | 1930                                               |                                                    | 15 761                                             |                                                    |
| 1940 | 1940                                               |                                                    | 15 429                                             |                                                    |
| 1950 | 1950                                               |                                                    | 15 888                                             |                                                    |
| 1960 | 1960                                               |                                                    | 16 716                                             |                                                    |
| 1970 | 1970                                               |                                                    | 17 360                                             |                                                    |
| 1980 | 1980                                               |                                                    | 17 236                                             |                                                    |
| 1990 | 1990                                               |                                                    | 17 661                                             |                                                    |
| Anm: Tabellen inkluderar Bollnäs stad. Källor: Umeå universitet - Tabellverket 1749-1859, Demografiska databasen, CEDAR, Umeå universitet. |                                                    |                                                    |                                                    |                                                    |